# Julius von Haast
Johann Franz Julius von Haast (Bonn, Alemania, 1 de mayo de 1822-Christchurch, Nueva Zelanda, 16 de agosto de 1887) fue un geólogo y naturalista alemán. Se hacía llamar (Sir) Julius von Haast.
Haast nació en Bonn (Reino de Prusia). Sus primeros estudios los realizó entre su ciudad natal y Colonia. Después ingresó en la Universidad de Bonn, en la que estudió geología y mineralogía. En 1858 viajó a Nueva Zelanda para averiguar si las condiciones de la colonia eran adecuadas para recibir inmigrantes alemanes. Entonces conoció a Ferdinand von Hochstetter y le ayudó con la investigación geológica preliminar que había iniciado.
Con posterioridad, el doctor Haast aceptó ofertas de los gobiernos de las provincias de Nelson y Canterbury para desarrollar investigaciones geológicas en esos distritos. Los resultados de su detallada labor contribuyeron notablemente a enriquecer el conocimiento del que se disponía en relación con la estructura rocosa, el fenómeno de los glaciares y la producción de la economía. Descubrió oro y carbón en Nelson y realizó  importantes investigaciones relativas al moa y otras aves extintas.
Su libro Geology of the Provinces of Canterbury and Westland, N.Z. se publicó en 1879. Fundó el Museo de Canterbury en Christchurch, del cual fue director y para el que se empeñó en conseguir la mejor colección del hemisferio sur. Fue funcionario entre 1861 y 1871 y profesor de geología en Canterbury College (actual Universidad de Canterbury). Fue elegido miembro de la Royal Society en 1867, y el Emperador de Austria le concedió un título hereditario en 1875. Fue nombrado caballero por sus servicios durante la Exhibición Colonial de Londres de 1886 y murió poco después de su regreso a Christchurch en 1887. Está enterrado en la iglesia de la Trinidad de Stanmore Road (Christchurch).

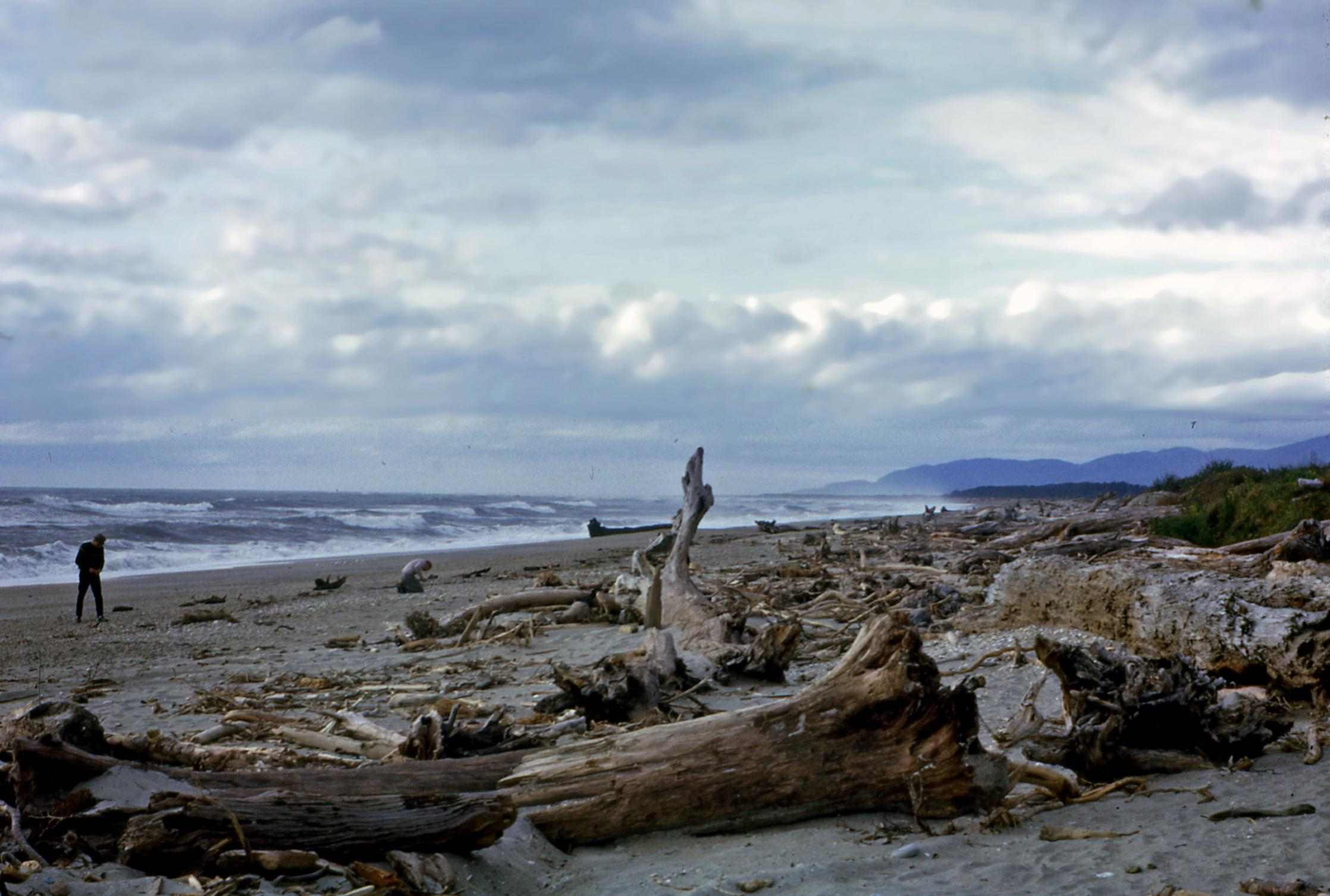
Playa de Haast, en el pueblo homónimo.

Haast dio su nombre al Glaciar Franz Josef por el emperador del Imperio austrohúngaro. Hay varios lugares de Nueva Zelanda que llevan su nombre, como el Paso de Haast, el río Haast y la población de Haast. El esquisto neozelandés lleva el nombre de esquisto de Haast en su honor. Fue la primera persona que estudió los huesos de la extinta águila de Haast.
Se casó en 1863 con Mary Dobson, hija del Ingeniero Provincial de Canterbury Edward Dobson. Tuvieron cinco hijos.

## Obras
- John Francis Julius von Haast, Nelson provincial government (eds.) Report of a topographical and geological exploration of the western districts of the Nelson Province. Nelson 1861
- John Francis Julius von Haast, Johann Franz Julius von Haast (eds.) On the Southern Alps of Canterbury, Middle Island, New Zealand. Christchurch 1864 (presentada el 8/2/1864 ante la Royal Geographical Society de Nueva Zelanda)
- John Francis Julius von Haast, Province of Canterbury (ed.) Geology of the provinces of Canterbury and Westland, New Zealand: a report comprising the results of official explorations. Christchurch 1879